# Hoazin huppé
Opisthocomus hoazin, Opisthocomus, Opisthocomidae, Opisthocomiformes · Hoazin
Ordre
Famille
Genre
Espèce
Répartition géographique
Statut de conservation UICN

 LC  : Préoccupation mineure
Le hoazin huppé ou hoazin (Opisthocomus hoazin), aussi appelé hoatzin ou sassa (en créole guyanais), est une espèce d’oiseaux tropicaux que l’on rencontre en Amérique du Sud, dans les marais du bassin amazonien et du bassin de l'Orénoque. C'est la seule espèce du genre Opisthocomus de la famille des Opisthocomidae et de l'ordre des Opisthocomiformes, ce qui en fait une espèce originale à de nombreux égards.

## Description
C'est un grand oiseau (62 à 70 cm de longueur) arboricole et grégaire. Sa queue est longue et ses ailes sont larges. Il possède un long cou et une petite tête. Celle-ci porte une huppe hérissée. Ses yeux rouges contrastent avec sa face bleue, dépourvue de plumes. C'est un piètre voilier.[Quoi ?]
C'est une espèce bruyante, qui émet toute une variété de cris rauques, dont un a été comparé à la respiration asthmatique d’un fumeur.

## Galerie 1

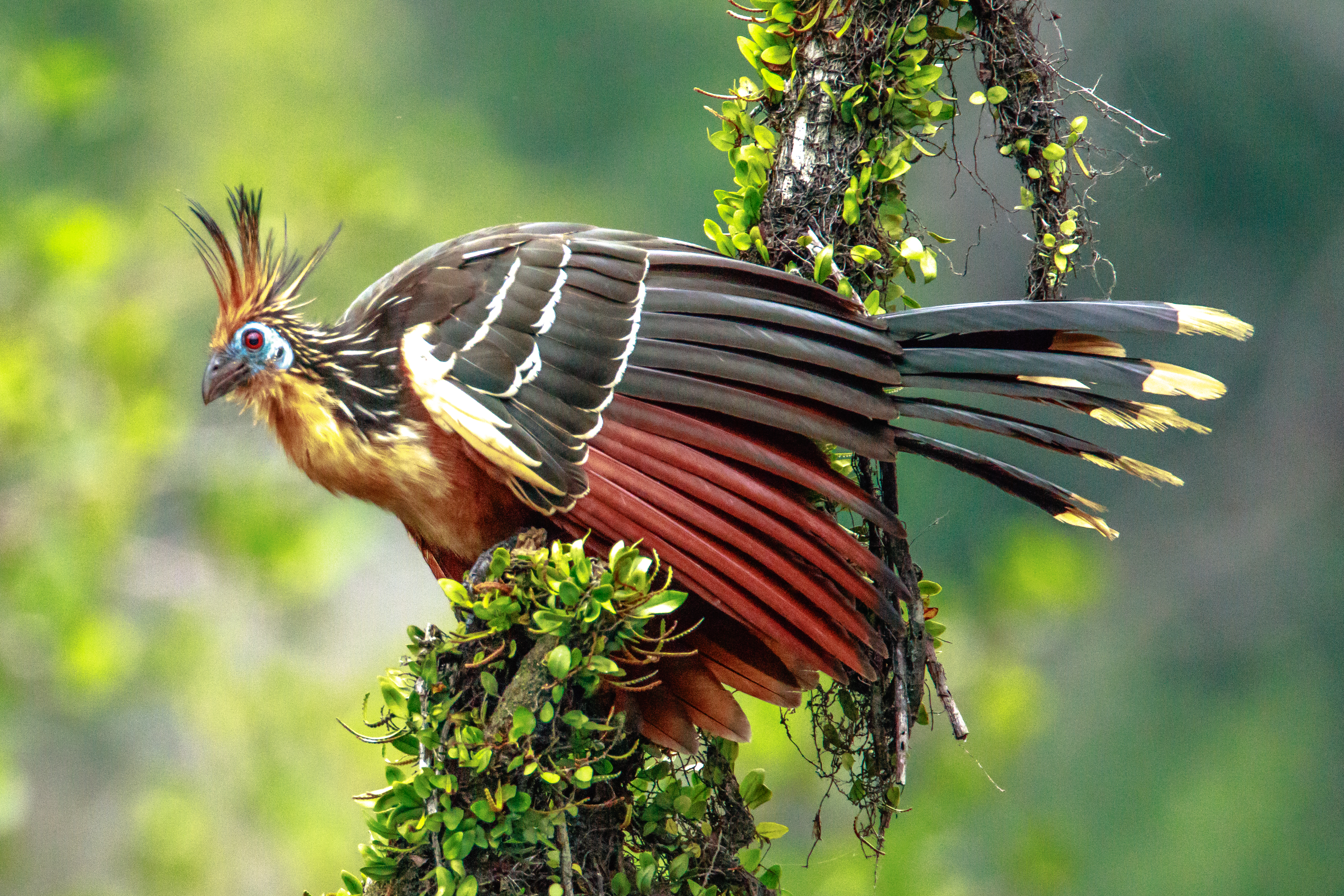
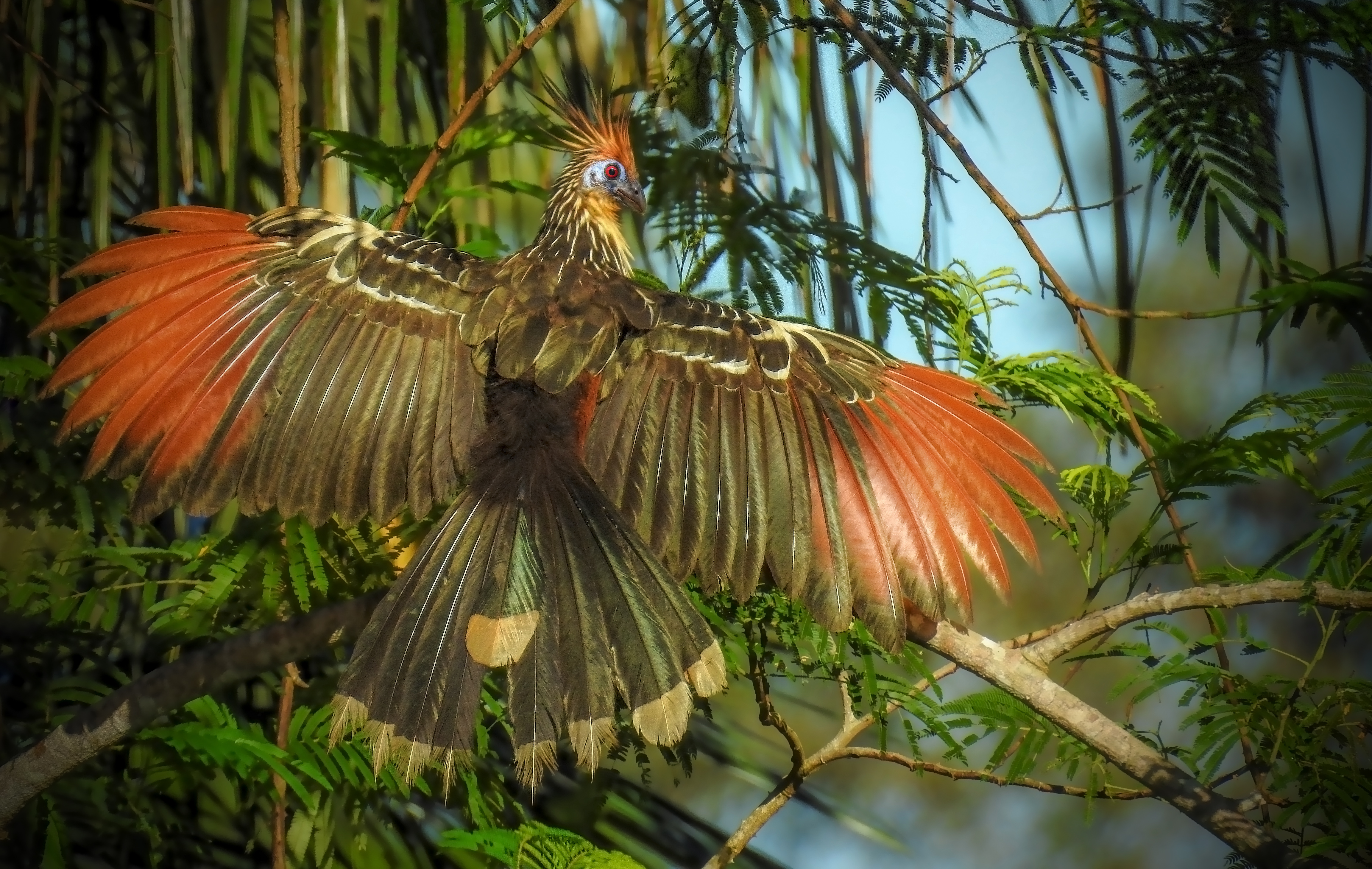
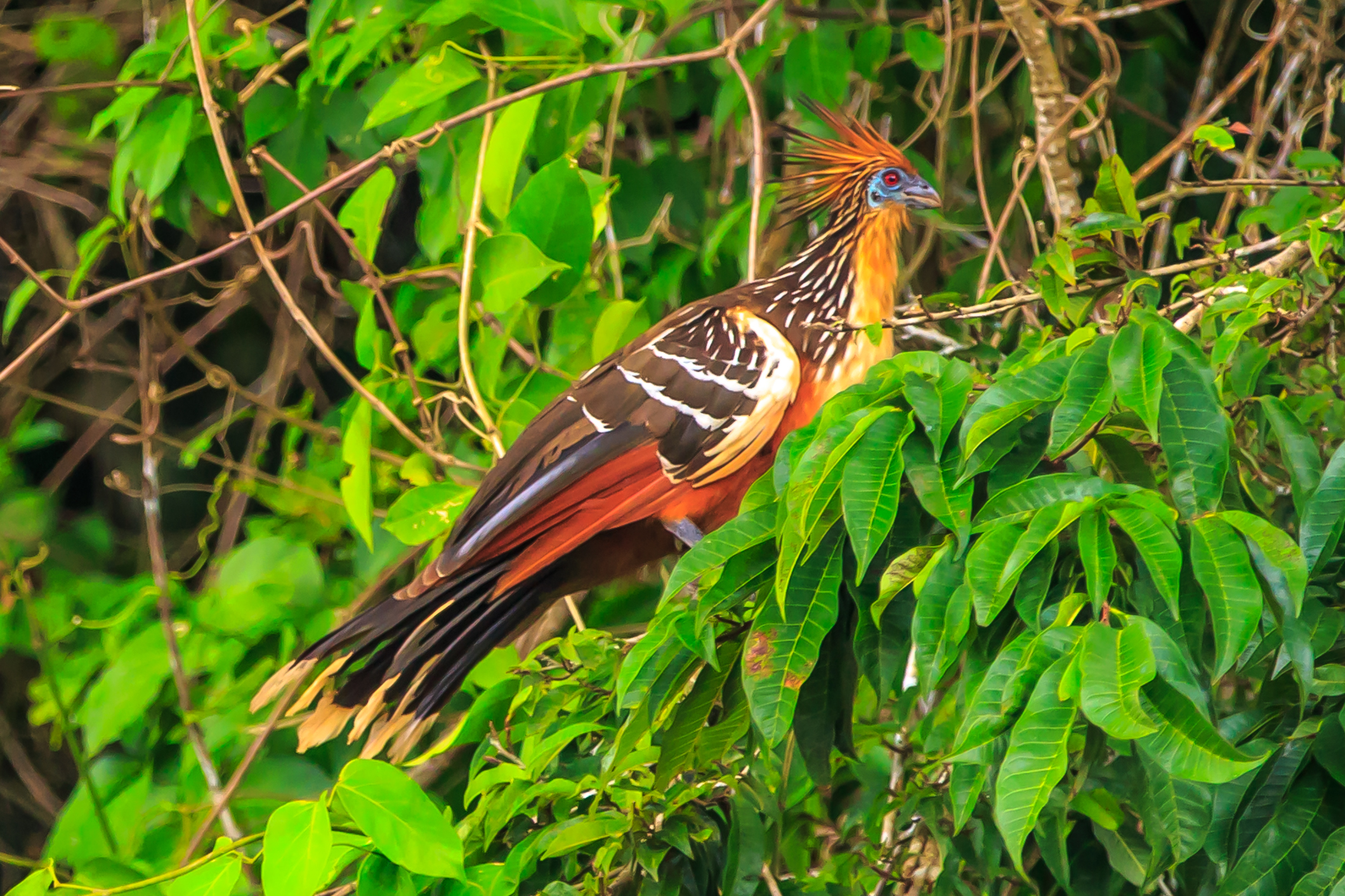
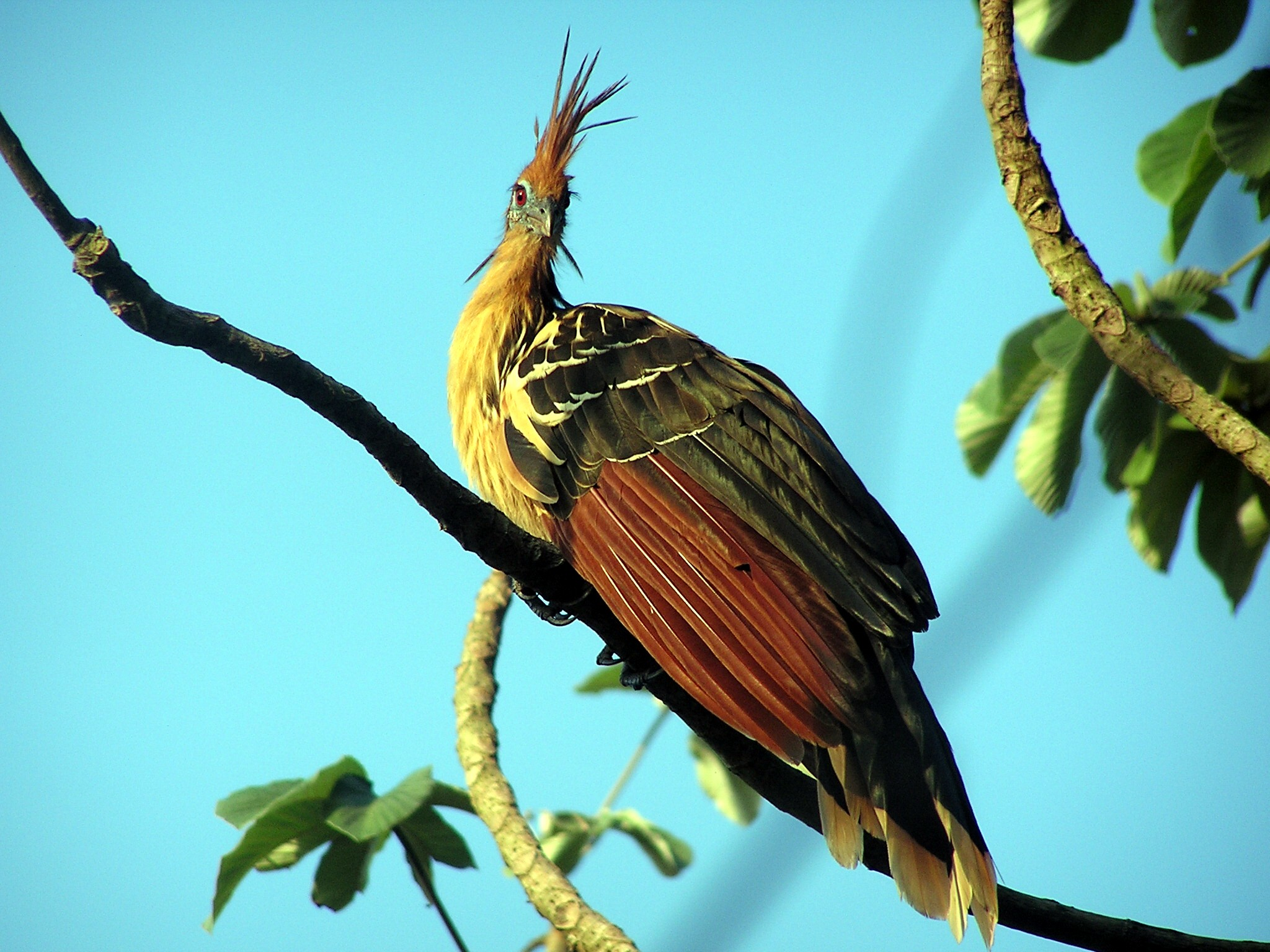
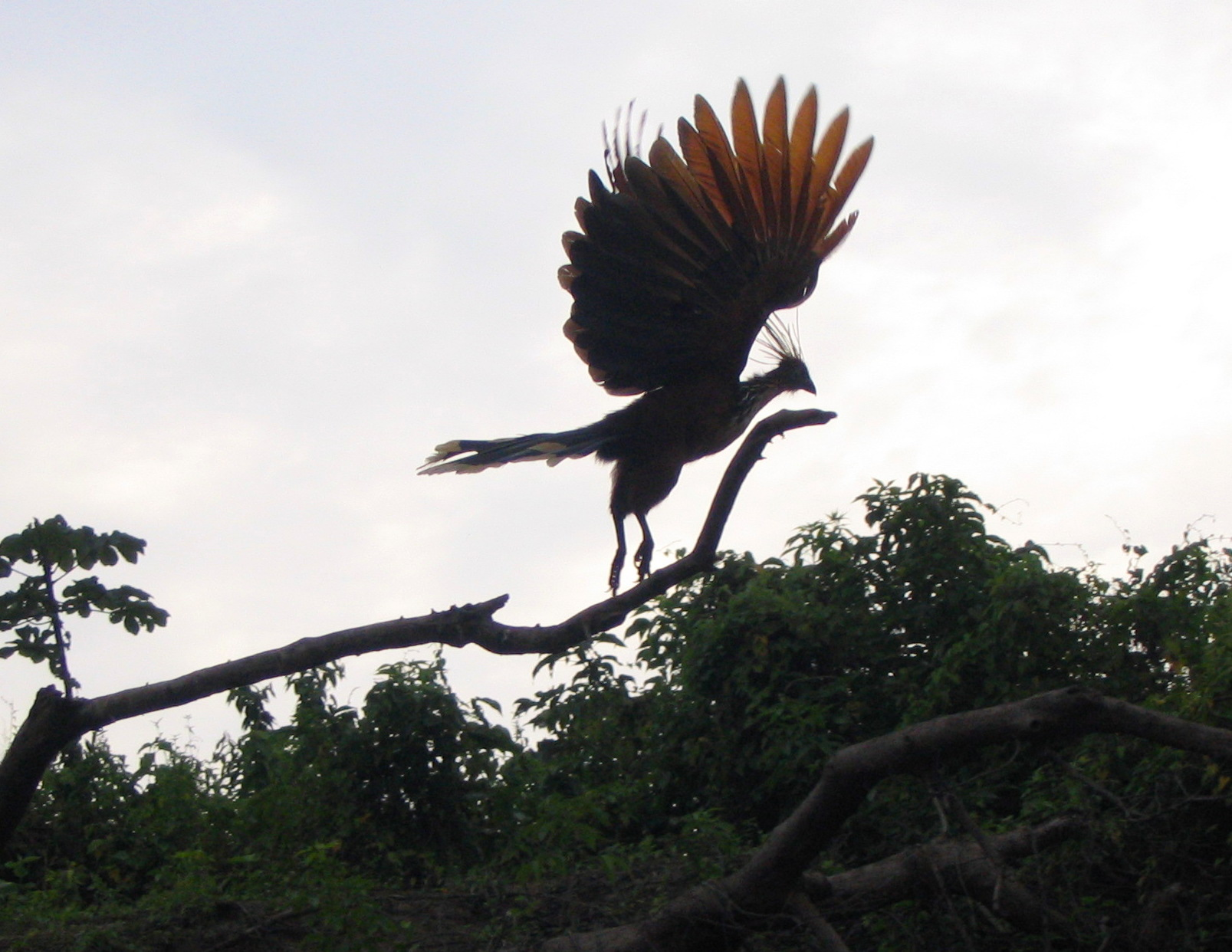
Hoazin s'apprêtant à s'envoler

## Régime alimentaire

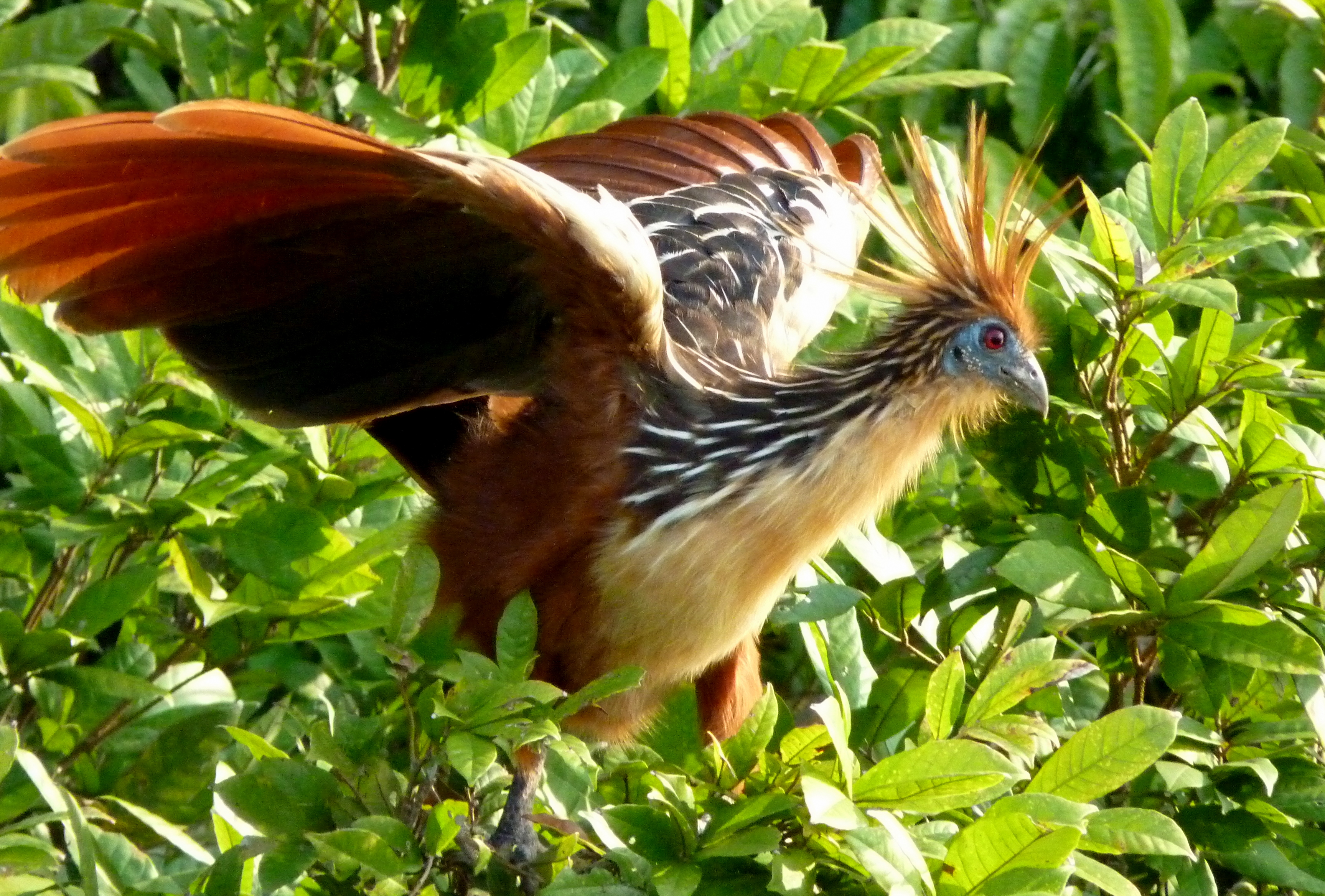
L'hoazin huppé est phyllophage grâce à son jabot particulier.

Le hoazin huppé consomme les feuilles et les fruits des plantes qui croissent dans les marais où il vit. Une des nombreuses particularités de cette espèce est qu’elle possède un système digestif unique parmi les oiseaux. Les hoazins ont recours à une fermentation bactérienne dans la première partie de l’intestin, afin de réduire en morceaux les matières végétales qu’ils consomment, à la manière des ruminants. L’hoazin possède un jabot particulier qui lui permet de digérer la cellulose des feuilles. Celui-ci représente un tiers de son poids. Il fonctionne à la manière du rumen des ruminants, c'est pourquoi on surnomme parfois l’hoazin « la vache volante ». Ce jabot et l'œsophage de l'oiseau hébergent des bactéries qui dégradent la cellulose en acides gras volatils assimilables par l'intestin grêle. L’activité de ces bactéries produit une odeur parfois repoussante, ce qui vaut à l'animal le surnom d'« oiseau puant ». L’hoazin est ainsi le seul animal à sang chaud et qui ne soit pas un mammifère présentant un tel système de digestion de la cellulose.

## Biologie
Les hoazins sont grégaires et nichent en petites colonies. Ils pondent deux ou trois œufs dans un nid de brindilles placé dans un arbre qui surplombe l’eau.

## Classification
Seule espèce de son ordre, l’hoazin est un oiseau qui ne ressemble à aucun autre et il représente sans doute le groupe actuel le plus éloigné des autres. D'après un fossile découvert en Colombie daté du Miocène, il est considéré comme l'oiseau moderne le plus ancien encore existant : plus de dix-huit millions d'années. 
On a beaucoup discuté de sa classification phylogénétique, c’est-à-dire sa parenté avec les autres espèces d’oiseaux. On a créé une famille qui lui est propre, les Opisthocomidae. Sibley le considérait proche des coucous, mais cela est remis en question du fait que les coucous ont un pied zygodactyle (deux doigts dirigés vers l’avant, deux vers l’arrière), alors que l’hoazin, d’une manière plus traditionnelle, a trois doigts vers l’avant et un vers l’arrière.
Il n'existe pas d'espèce qui lui soit proche, et donc ceux qui le placent dans un ordre monotypique Opisthocomiformes, expriment cette incertitude encore plus avant. Il a été auparavant placé dans les ordres des Cuculiformes, des Galliformes et des Coliiformes.
En 2015, une étude présentait l'Hoazin comme le dernier membre survivant d'une lignée d'oiseaux qui se serait ramifiée il y a 64 millions d'années, peu de temps après l'évènement d'extinction qui a tué les dinosaures non aviaires. Cependant, une étude génétique de 2024 suggère plutôt l’apparition d'une diversification des Neoaves au Crétacé supérieur (il y a environ 67 millions d'années) suivi d'une explosion radiative des Telluraves et Elementaves (en) après l'extinction K-Pg du fait de la place laissée vacante par les dinosaures. Cette étude place l'Hoazin avec les Grues dans un clade basal d'Elementaves mais la résolution de ces divergences rapides est délicate à appréhender : une autre étude place l'Hoazin comme groupe frère des Aequornithes (en).

## Un cas particulier: les griffes des juvéniles

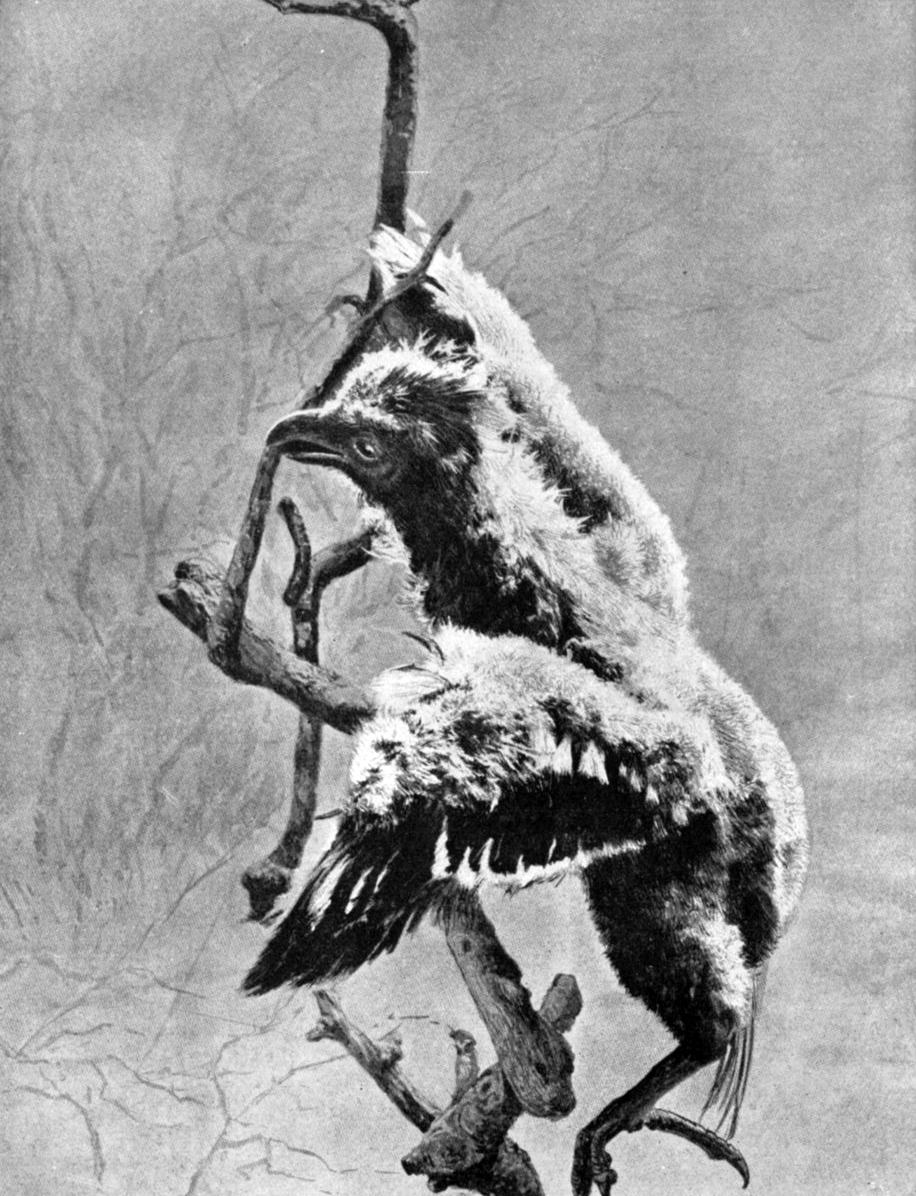
Illustration de 1922 montrant un jeune hoazin escaladant une branche avec ses griffes alaires.

Le poussin, qui est nourri par régurgitation, présente lui aussi une curieuse particularité : il possède, cas unique chez les espèces d'oiseaux actuelles, une « main » munie de deux doigts griffus à chaque aile ; appelées griffes alaires, elles l’aident à s’agripper aux branches quand il grimpe parmi les arbres, après s’être volontairement laissé tomber du nid dans l'eau (méthode de défense). Au bout de quelques semaines, les griffes, désuètes, s'atrophient et disparaissent ; néanmoins, certains spécimens adultes ont été observés avec leurs griffes encore présentes.
Ce trait particulier amène inévitablement à faire des comparaisons avec les fossiles d’Archéoptéryx. L'hoazin possède toutefois des caractéristiques d'oiseaux modernes, et seules les « griffes » semblent être un caractère ancestral. Il existe deux théories sur l'apparition de ces griffes chez les petits. La première est l'atavisme : il existerait un gène héréditaire commun à tous les oiseaux, normalement inactif, ayant pour origine les dinosaures théropodes, et qui serait redevenu actif pour l’hoazin, lui donnant un avantage de survie supplémentaire. La seconde théorie, considérée généralement comme moins probable, est une autapomorphie : l’hoazin aurait évolué pour développer ces griffes, et ce caractère n'aurait pas de lien avec les dinosaures théropodes.
En fait, l'hoazin n'est pas réellement le seul à posséder cette particularité. Certaines espèces d'oiseaux, comme les jacanas, le Vanneau à éperons et le Vanneau téro, ou encore les trois espèces de Kamichi (Kamichi cornu, Kamichi à collier et le Kamichi chavaria) possèdent un éperon griffu à l'endroit où devrait se trouver le « pouce » de l'animal. Il s'agit du premier doigt ayant fusionné avec l'os du bras des ailes. Ces espèces s'en servent notamment pour attaquer et se défendre. Des oiseaux « modernes » aujourd'hui disparus, les Phorusrhacidae (ou « Oiseaux terreurs »), possédaient, pour certaines espèces, des doigts griffus très développés aux ailes. Leur usage reste toutefois discuté puisque ces oiseaux terrestres prédateurs utilisaient plutôt leur puissant bec pour tuer leur proie, tandis que leurs ailes étaient généralement d'assez petite taille.

## Galerie 2

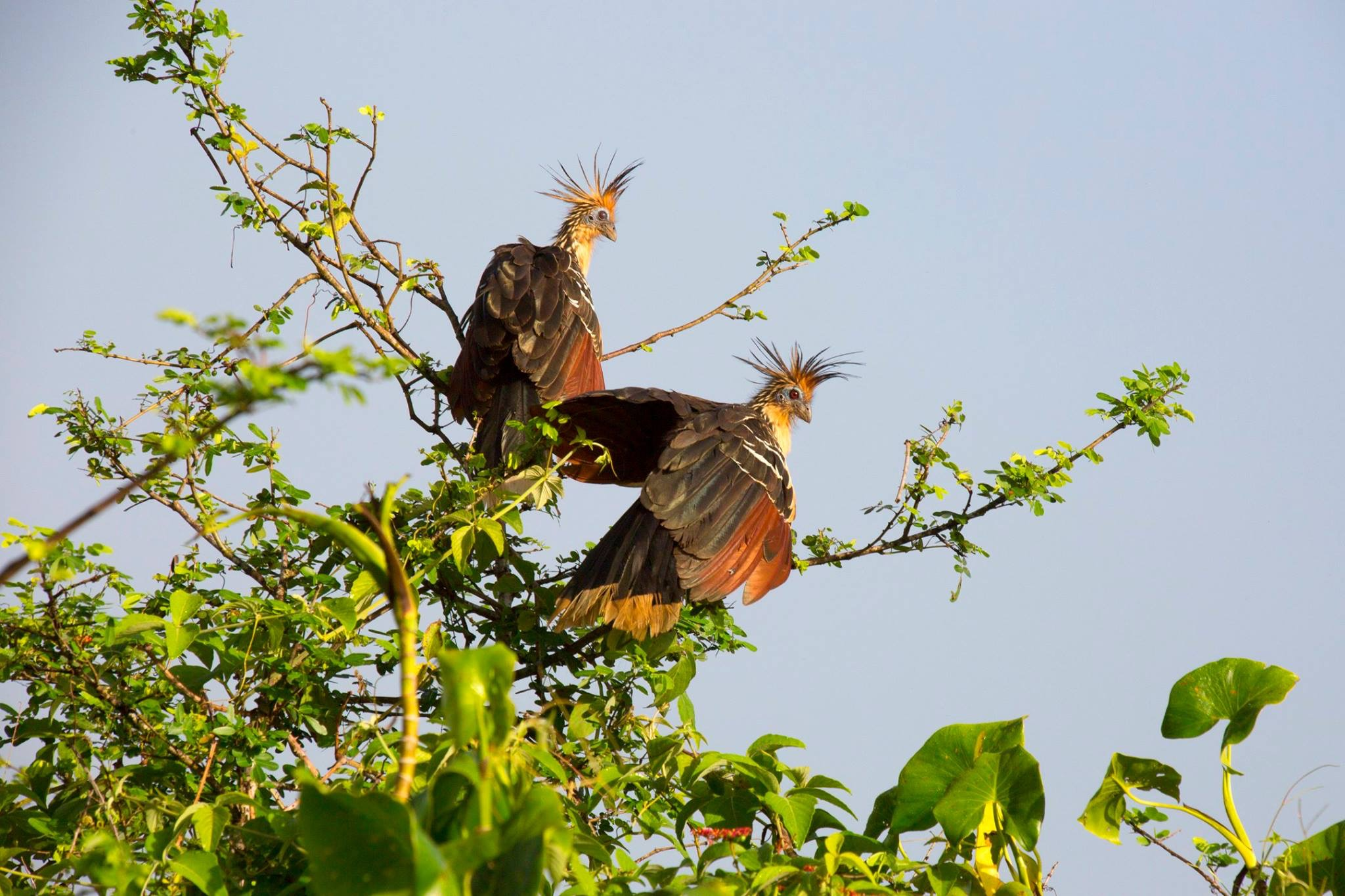
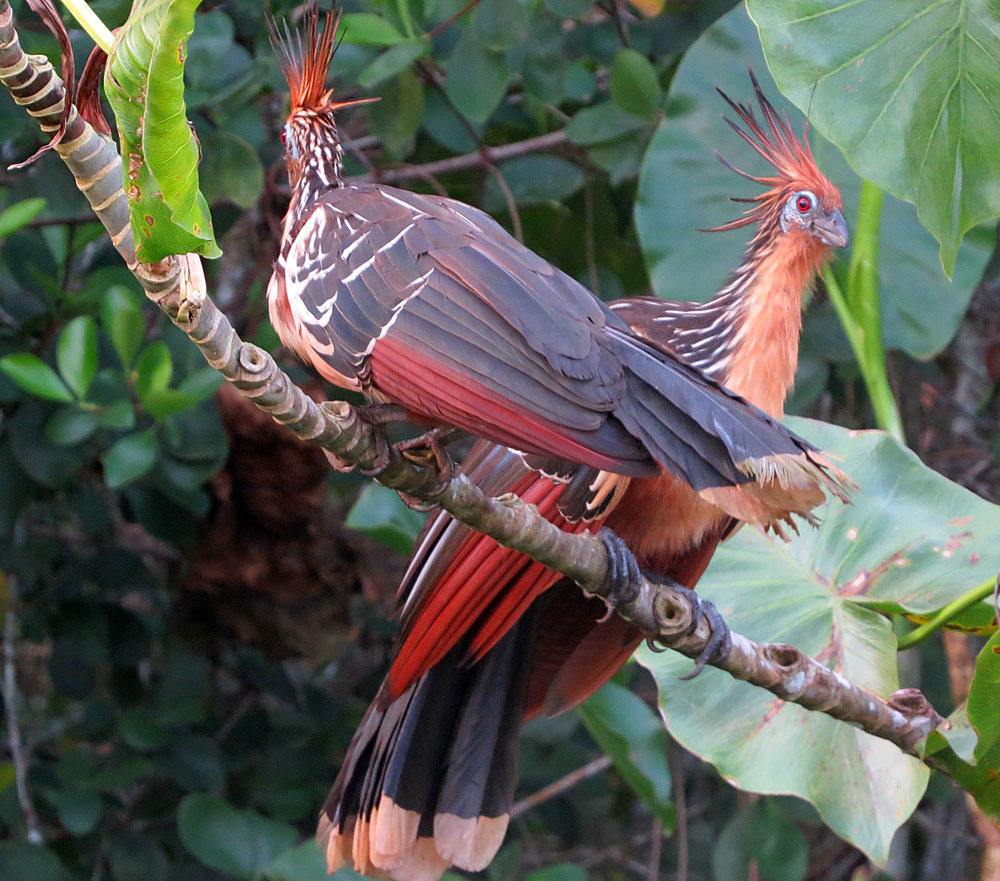
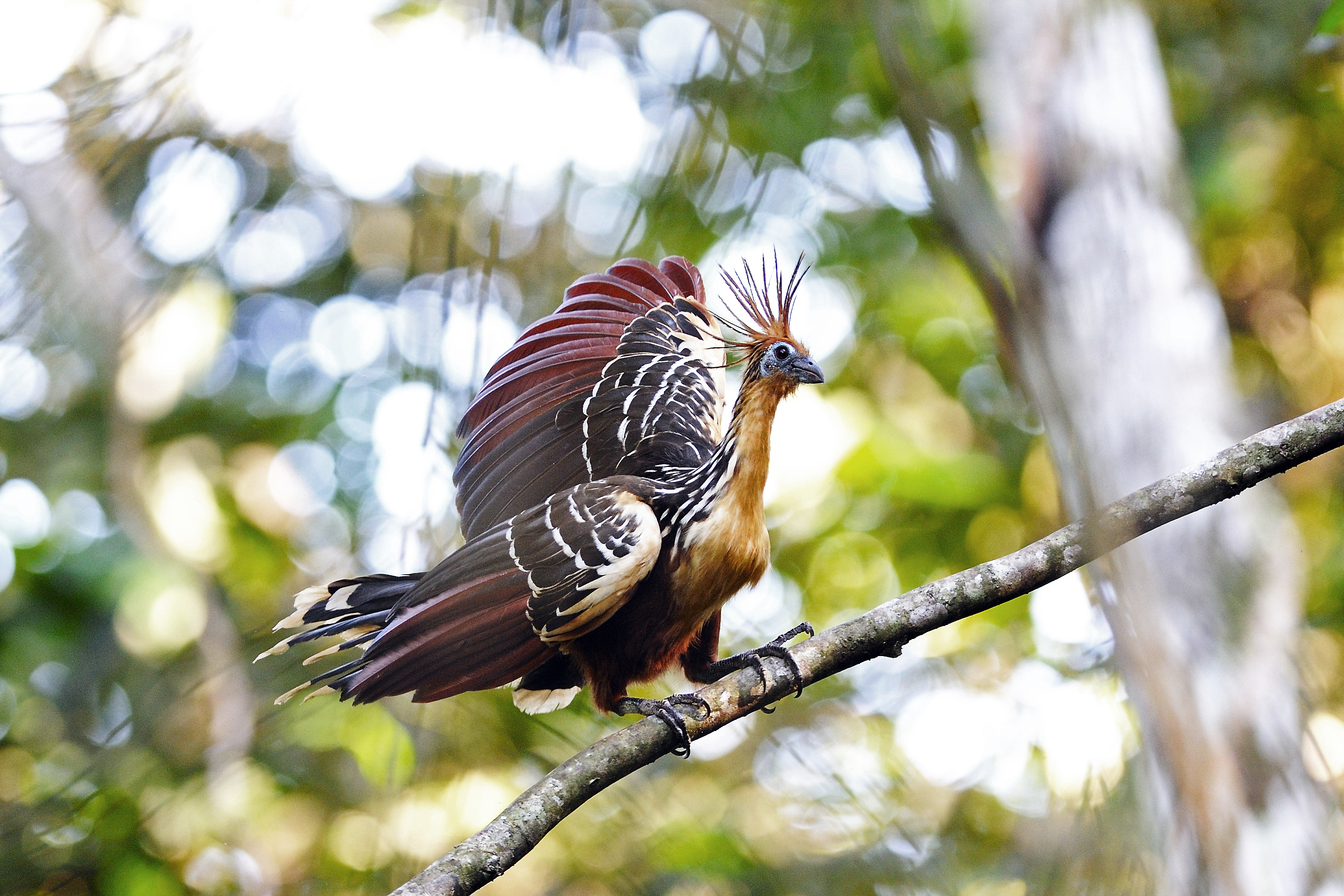
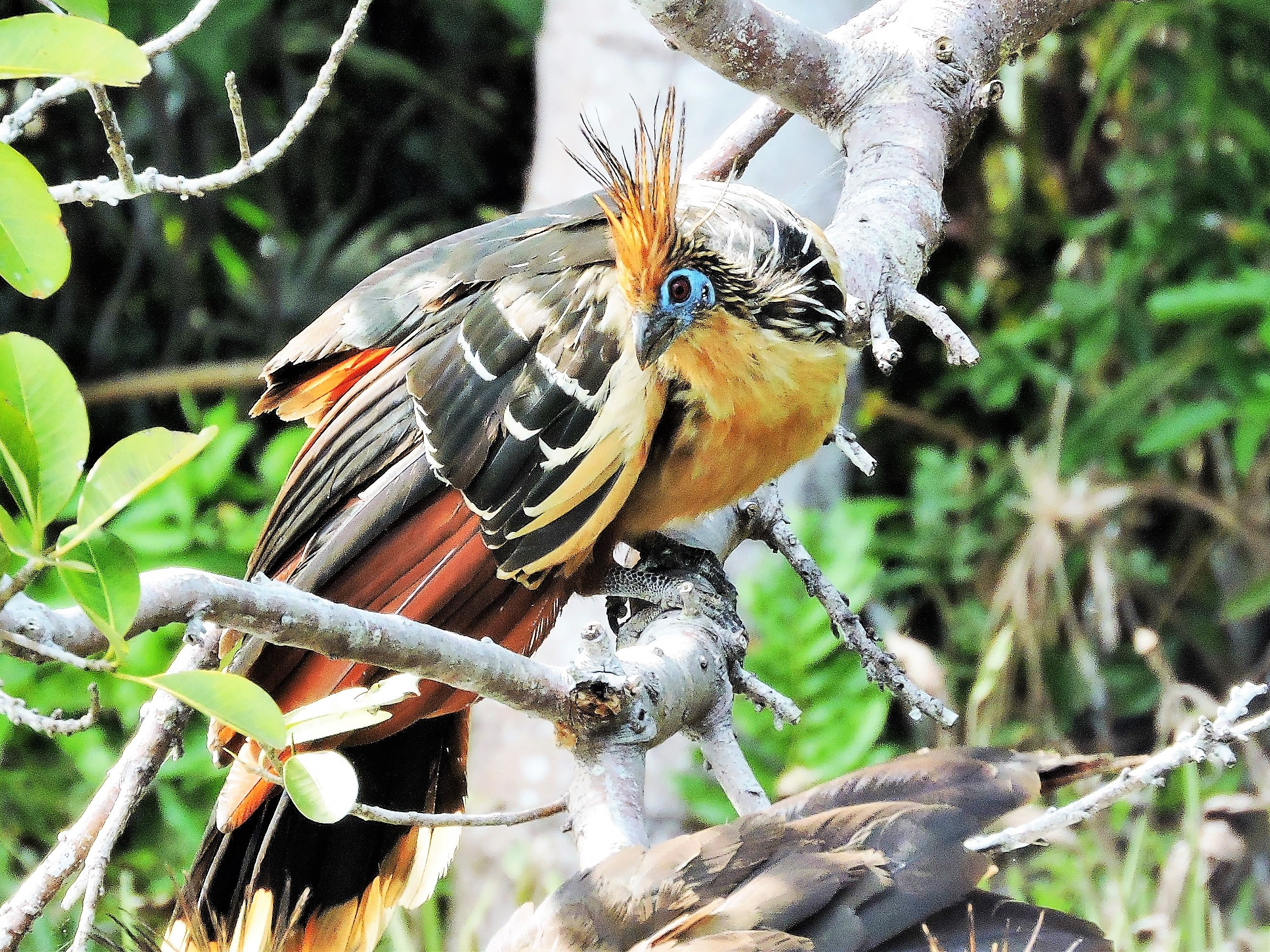
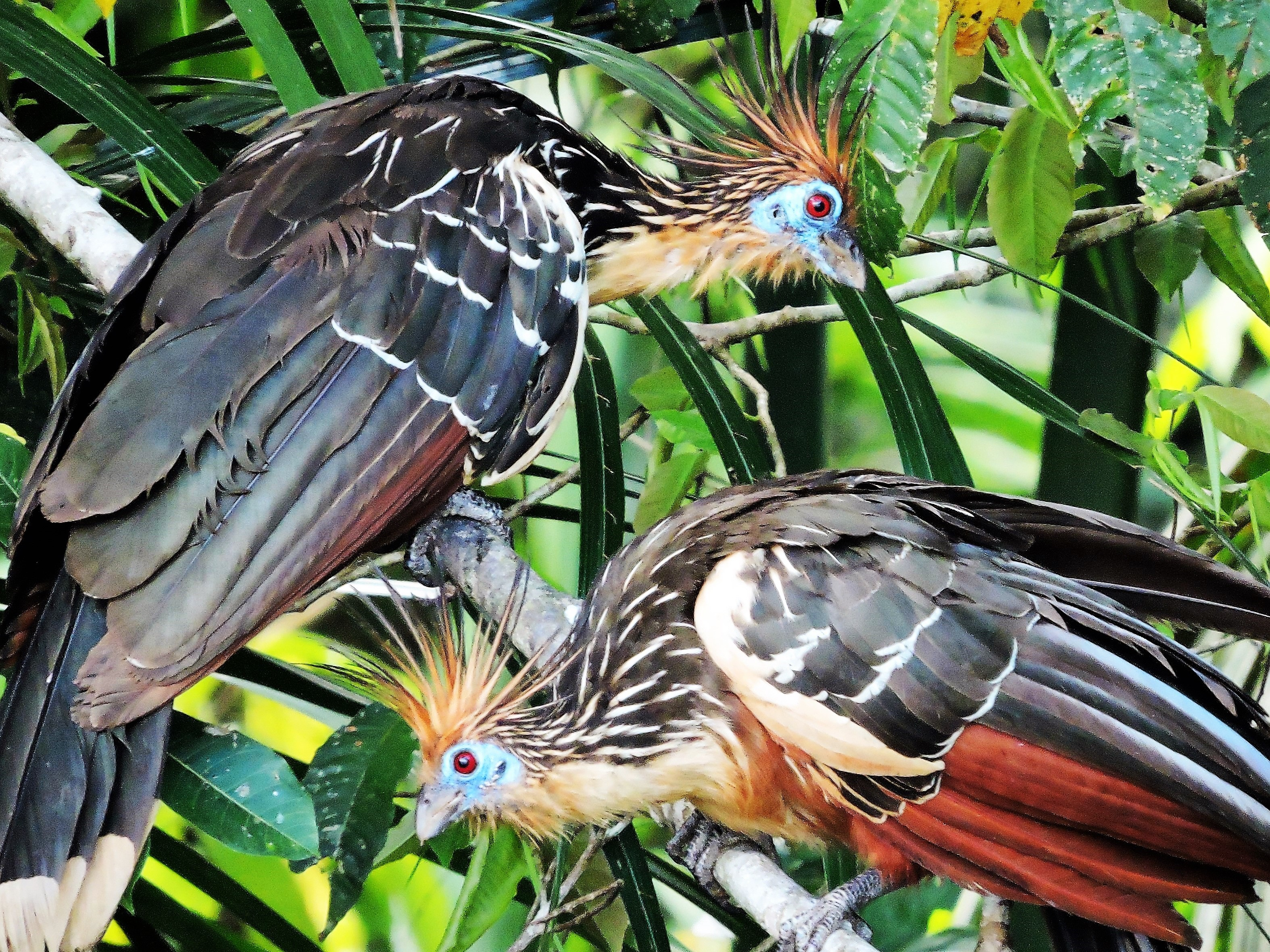